# Temnora rattrayi
Temnora rattrayi är en fjärilsart som beskrevs av Rothschild 1904. Temnora rattrayi ingår i släktet Temnora och familjen svärmare. Inga underarter finns listade i Catalogue of Life.